# Elezioni presidenziali in Brasile del 1989
Le elezioni presidenziali in Brasile del 1989 si sono tenute il 15 novembre (primo turno) e il 17 dicembre (secondo turno). Esse hanno visto la vittoria di Fernando Collor de Mello; nel 1992, a seguito della messa in stato di accusa, questi è stato sostituito dal vicepresidente Itamar Augusto Cautiero Franco.

## Risultati
| Candidati                            | Partiti                                           | I turno    | I turno | II turno   | II turno |
| Candidati                            | Partiti                                           | Voti       | %       | Voti       | %        |
| ------------------------------------ | ------------------------------------------------- | ---------- | ------- | ---------- | -------- |
| Fernando Collor de Mello             | Partito della Ricostruzione Nazionale             | 22 611 011 | 32,47   | 35 089 998 | 53,03    |
| Luiz Inácio Lula da Silva            | Partito dei Lavoratori                            | 11 622 673 | 16,69   | 31 076 364 | 46,97    |
| Leonel Brizola                       | Partito Democratico Laburista                     | 11 168 228 | 16,04   |            |          |
| Mário Covas                          | Partito della Social Democrazia Brasiliana        | 7 790 392  | 11,19   |            |          |
| Paulo Salim Maluf                    | Partito Democratico Sociale                       | 5 986 575  | 8,60    |            |          |
| Guilherme Afif Domingos              | Partito Liberale                                  | 3 272 462  | 4,70    |            |          |
| Ulysses Guimarães                    | Partito del Movimento Democratico Brasiliano      | 3 204 932  | 4,60    |            |          |
| Roberto Freire                       | Partito Comunista Brasiliano                      | 769 123    | 1,10    |            |          |
| Aureliano Chaves                     | Partito del Fronte Liberale                       | 600 838    | 0,86    |            |          |
| Ronaldo Caiado                       | Partito Social Democratico                        | 488 846    | 0,70    |            |          |
| Affonso Camargo Neto                 | Partito Laburista Brasiliano                      | 379 286    | 0,54    |            |          |
| Enéas Ferreira Carneiro              | Partito della Ricostruzione dell'Ordine Nazionale | 360 561    | 0,52    |            |          |
| José Alcides Marronzinho de Oliveira | Partito Sociale Progressista                      | 238 425    | 0,34    |            |          |
| Paulo Gontijo                        | Partito Progressista                              | 198 719    | 0,29    |            |          |
| Zamir José Teixeira                  | Partito Comunitario Nazionale                     | 187 155    | 0,27    |            |          |
| Lívia Maria de Abreu                 | Partito Nazionalista                              | 179 922    | 0,26    |            |          |
| Eudes Oliveira Mattar                | Partito Liberale Progressista                     | 162 350    | 0,23    |            |          |
| Fernando Gabeira                     | Partito Verde                                     | 125 842    | 0,18    |            |          |
| Celso Brant                          | Partito della Mobilitazione Nazionale             | 109 909    | 0,16    |            |          |
| Antônio dos Santos Pedreira          | Partito Progressista                              | 86 114     | 0,12    |            |          |
| Manoel de Oliveira Horta             | Partito Democratico Cristiano del Brasile         | 83 286     | 0,12    |            |          |
| Armando Corrêa da Silva              | Partito Municipalista Brasiliano                  | 4 363      | 0,01    |            |          |
| Totale                               | Totale                                            | 69 631 012 | 100     | 66 166 362 | 100      |

| Controllo di autorità | BNF (FR) cb17935882w (data) |